# Mykolas Bukša
Mykolas Bukša   (Vílnius, 16 d'abril de 1869 - Vílnius, 7 de març de 1953) fou un director d'orquestra i compositor lituà.
El 1900, es va graduar al Conservatori de Sant Petersburg tenint per professors Nikolai Rimski-Kórsakov, Aleksandr Glazunov, Anatoli Liàdov i altres. Entre 1897 i 1927, treballa a Moscou, Sant Petersburg, i a Ucraïna, fou director de teatre musical de la ciutat de Geòrgia de 1920 fins a 1922. Degà de la Facultat de Teatre de l'Institut d'Art Vladikavkaz i director del Conservatori del Poble. El 1927 va tornar a Lituània, el Teatre de l'Estat, i el 1944 era director del Teatre de Ballet i Òpera de Lituània. Des de 1944 ensenyà al Conservatori de Kaunas.
Més de 100 òperes i ballets van ser produïts i realitzats a Lituània. Va crear una cantata 'Raj i Peri el 1900, obres instrumentals, cançons de cor, romanços. Entre els estudiants tingué a Rimas Geniušas (1920-2012).